# هارالد ساندبرغ
هارالد ساندبرغ (بالسويدية: Harald Sandberg)‏ هو دبلوماسي وسياسي سويدي، ولد في 12 مارس 1950 في أوبسالا في السويد.